# Christoph von Loß der Jüngere
Christoph von Loß der Jüngere (* 13. April 1574 in Pillnitz; † 17. August 1620 in Schleinitz) war Geheimer Rat und Hofmarschall am Hofe des sächsischen Kurfürsten. Als Reichspfennigmeister des Ober- und Niedersächsischen Reichskreises wirkte er auch in der Politik des Heiligen Römischen Reiches.

## Familie
Christoph von Loß stammt aus einer alten sächsischen Adelsfamilie von Loß. Sein Vater, Christoph von Loß der Ältere zu Pillnitz und Graupa (1548–1609), war Hofrat, kurfürstlicher Geheimer Rat, Hofmarschall der Kurfürstin Sophie und ebenfalls Reichspfennigmeister. Seine Mutter Martha von Loß, geb. Pflugk (zu Knauthain) hatte neben Christoph noch weitere Söhne, darunter Joachim vom Loß auf Pillnitz, der kurfürstlicher Geheimer Rat, Appellationsrat, Reichspfennigmeister und Kammerjunker wurde.
Im Alter von 24 Jahren heiratet Christoph von Loß 1598 Maria, die Tochter von Abraham von Schleinitz und wird damit Lehnsherr über das Rittergut Schleinitz. Christoph von Loß hatte sechs Kinder: Abraham, Christoph, Joachim, Sophie, Anna Margarethe und Elisabeth.
Die Familie von Loß hatte am Ende des 16. und zu Beginn des 17. Jahrhunderts einen wesentlichen Einfluss am sächsischen Hof. Sie belegten hohe Hof- und Verwaltungsämter und gehörten zu den wichtigsten Kreditgebern der sächsischen Kurfürsten.

## Leben und Politik
Christoph von Loß studierte an den Universitäten Leipzig und Jena Rechtswissenschaften. Mit seinem Bruder Joachim begab er sich auf eine Studienreise, in deren Verlauf er sich am 19. November 1596 in Siena einschrieb. Im Alter von 23 Jahren wurde er Hof- und Justizrat und 1602 Kirchenrat. Zwischen 1607 und 1611 war von Loß Hofmarschall des Kurfürsten Christian II. Ab 1606 war er Mitglied des Geheimen Rats. Nach dem Tod des Vaters übernahm von Loß 1609 dessen Amt als Reichspfennigmeister des Ober- und Niedersächsischen Kreises.

## Kunst und Kultur
Christoph von Loß galt als gebildet, weltläufig und kulturinteressiert. Er setzte sich insbesondere für das Musikleben am Dresdner Hof ein. Er trug zu dem Neubau der Orgel in der Dresdner Schlosskapelle und zur Neuorganisation der kursächsischen Hofkapelle bei. Sein Einsatz trug auch dazu bei, dass Hans Leo Hassler 1608 zum Kammerorganisten in Dresden ernannt und dass 1615 Heinrich Schütz nach Dresden kam.

## Gutsherr
Christoph von Loß war Grund- und Gerichtsherr des Ritterguts Schleinitz (bei Lommatzsch). Dieser Gutsbetrieb galt als effizient geführt. Die Arbeit von Loß war geprägt durch dessen Überzeugung als Lutheraner. Auf Schleinitz wurde von Loß oft von Kurfürst Christian II. besucht, bei dem er ein hohes Ansehen genoss.